# Naissance en 1994
Naissance
- 1990
- 1991
- 1992
- 1993
- 1994
- 1995
- 1996
- 1997
- 1998

Les naissances en 1994 concernent les personnalités nées entre le 1er janvier et le 31 décembre 1994.

## Janvier
- 1er janvier :
  - Issiaga Sylla, footballeur guinéen.
  - Pooja Dhanda, lutteuse indienne.
  - Jay Chapman, joueur international canadien de soccer.
- 4 janvier : Viktor Axelsen, joueur de badminton danois.
- 5 janvier : Hana El Zahed, actrice égyptienne.
- 6 janvier : 
  - Jay B (ou JB) , chanteur, danseur et acteur sud-coréen, membre de GOT7.
  - Catriona Gray, mannequin philippin-australien et Miss Univers 2018.
  - Margaux Pinot, judoka française.
- 11 janvier : Daria Voït, joueuse d'échecs russe.
- 12 janvier : Lucy Moss, metteuse en scène britannique.
- 14 janvier :
  - Eberline Nicolas, journaliste et militante des Droits des enfants
  - Benjamin Bourigeaud, footballeur français.
  - Kai, chanteur et danseur sud-coréen du groupe EXO.
- 15 janvier : Myke Towers, chanteur portoricain.
- 16 janvier :
  - Oyeniyi Abejoye, athlète nigérian.
  - Carine Babina, joueuse congolaise de handball.
- 18 janvier : 
  - Minzy, chanteuse sud-coréenne du groupe 2NE1.
  - Kang Ji-young, chanteuse, actrice et danseuse sud-coréenne ex-membre du groupe Kara.
- 27 janvier : 
  - Jeneko Place, athlète bermudien.
  - Georgina Rodríguez, mannequin, entrepreneur, influenceuse et actrice argentine naturalisée espagnole.
- 28 janvier : Maluma, chanteur de reggaeton colombien.
- 30 janvier :
  - Marie Oteiza, pentathlonienne française.
  - Filip Peliwo, joueur de tennis professionnel canadien.
  - Danny Amankwaa, footballeur danois et ghanéen.
  - Werenoi, rappeur français († 17 mai 2025)

## Février
- 1er février : Harry Styles, chanteur britannique du groupe One Direction.
- 4 février : Alexia Putellas, footballeuse internationale espagnole.
- 6 février : Charlie Heaton, acteur britannique.
- 7 février : Benjamin Tiedemann Hansen, footballeur danois.
- 8 février : Inna Palacios, footballeuse internationale philippine.
- 10 février :
  - Kang Seul-gi chanteuse et danseuse du groupe sud-coréen Red Velvet.
  - Son Na-eun, chanteuse et actrice sud-coréenne membre du groupe Apink.
- 13 février : 
  - Sylvia Brunlehner, nageuse kényane.
  - Memphis Depay, footballeur néerlandais.
  - Axel Reymond, nageur français.
- 14 février : Paul Butcher, acteur américain.
- 16 février : 
  - Ava Max, auteure, compositrice, interprète américaine.
  - Matthew Knight, acteur canadien.
- 18 février : Jung Ho-seok, dit J-Hope, rappeur et danseur sud-coréen du groupe BTS.
- 21 février : Anna Illés, joueuse hongroise de water-polo.
- 22 février : 
  - Johan Hammar, footballeur suédois.
  - Nam Joo-hyuk, acteur et modèle sud-coréen.
- 23 février : 
  - Lucas Pouille, joueur de tennis français.
  - Dakota Fanning, actrice américaine.
- 24 février : 
  - Earl Sweatshirt, rappeur américain.
  - Jessica Pegula, Joueuse de tennis américaine
- 25 février : 
  - Eugenie Bouchard, joueuse de tennis canadienne.
  - Ludovic Ajorque, joueur de football français.
- 26 février : Ahmet Çalık, footballeur turc († 11 janvier 2022).
- 27 février : Hou Yifan, joueuse chinoise d'échecs.
- 28 février : Jake Bugg, chanteur britannique.

## Mars
- 1er mars : 
  - Justin Bieber, chanteur canadien.
  - Park Bo-ram, chanteuse sud-coréenne († 11 avril 2024).
- 4 mars : Clémence Grimal, snowboardeuse française.
- 5 mars : Hassane Kamara, footballeur international français.
- 6 mars : Nathan Redmond, footballeur anglais.
- 8 mars :
  - Moriah Jefferson, basketteuse américaine.
  - Marthe Koala, athlète burkinabé.
  - Sarra Mzougui, judokate tunisienne.
  - Gaël Prévost, archer français.
  - Robert Renner, athlète slovène.
  - Ophélie Guillermand, mannequin.
- 10 mars : Bad Bunny, chanteur portoricain.
- 12 mars :
  - Christina Grimmie, chanteuse américaine († 10 juin 2016).
  - Ruza Kuzieva, haltérophilie ouzbèke.
- 13 mars : Gerard Deulofeu, footballeur espagnol.
- 14 mars : Ansel Elgort, acteur et chanteur américain.
- 15 mars : Nijel Amos, athlète botswanais.
- 16 mars : Joel Embiid, joueur de basketball camerounais.
- 20 mars : Kato Ottio, joueur de rugby à XIII papou († 9 janvier 2018).
- 23 mars : 
  - Lindsay Gavin, taekwondoïste calédonienne.
  - Tee Grizzley, rappeur américain.
- 25 mars : Jakob Glesnes, footballeur norvégien.
- 26 mars :
  - Joella Neema Sambo, femme politique congolaise (RDC).
  - Alison Van Uytvanck, joueuse de tennis belge
- 28 mars : Wang Jia Er (ou Jackson Wang), rappeur, chanteur, danseur et acteur hongkongais, membre du groupe GOT7.
- 29 mars : Choi Ji-rin (ou Sulli), actrice, danseuse, chanteuse et présentatrice télé sud-coréenne, ex-membre du groupe f(x)  († 14 octobre 2019).
- 30 mars : Jetro Willems, footballeur néerlandais.
- 31 mars :
  - Marco Bueno, footballeur mexicain.
  - Alimatou Diallo, taekwondoïste franco-sénégalaise.

## Avril
- 4 avril : Julie Belhamri, pentathlonienne française.
- 6 avril : Niska, rappeur français.
- 7 avril : Andries Noppert, footballeur néerlandais.
- 8 avril : Sarah Brüßler, kayakiste allemande.
- 10 avril : Nerlens Noel, joueur de basketball américain.
- 11 avril : 
  - Dakota Blue Richards, actrice anglaise.
  - Breanna Clark, athlète handisport américaine.
- 12 avril :
  - Saoirse Ronan, actrice américano-irlandaise.
  - Oh Se-hun, chanteur et rappeur sud-coréen du groupe EXO.
- 14 avril : 
  - Skyler Samuels, actrice américaine.
  - Flora Coquerel, Miss France 2014.
- 15 avril : Katie Bowen, footballeuse néo-zélandaise.
- 17 avril : Yang Hong-seok, chanteur sud-coréen membre de Pentagon.
- 18 avril : Moisés Arias, acteur américain.
- 19 avril : Lee Areum, chanteuse sud-coréenne, ex-membre du groupe T-ara.
- 20 avril : Jordan Thompson, joueur de tennis australien.
- 24 avril : Caspar Lee, blogueur, YouTubeur, podcasteur et acteur britannique.
- 25 avril : 
  - Mariana Arceo, pentathlonienne mexicaine.
  - Josip Elez, footballeur croate.
- 28 avril : Daniel Malescha, joueur allemand de volley-ball.
- 29 avril : 
  - Dominik Köpfer, joueur de tennis allemand.
  - Valériane Vukosavljević, basketteuse française.
- 30 avril : Olivia Époupa, basketteuse française.

## Mai
- 4 mai : Alexander Gould, acteur américain.
- 9 mai : Marvin Egho, footballeur autrichien.
- 14 mai : Manólis Siópis, footballeur grec.
- 16 mai : Miles Heizer, acteur américain.
- 18 mai : Laura Natalia Esquivel, actrice argentine.
- 21 mai : Tom Daley, plongeur britannique.
- 24 mai : Emma McKeon, nageuse australienne.
- 25 mai : Aly Raisman, gymnaste artistique américaine.
- 27 mai : 
  - Paul Bartel, acteur français.
  - Aymeric Laporte, footballeur français.
  - Shawnacy Barber, athlète canadien († 17 janvier 2024).
- 28 mai : 
  - Alec Benjamin, chanteur américain.
  - Seong-Jin Cho, pianiste sud-coréen.
  - Adrien Laurent, influenceur, tiktokeur et acteur pornographique français
  - Paul Onachu, joueur de football nigérian.
  - Alys Williams, joueuse américaine de water-polo.
- 30 mai : Hugo leclercq dit Madeon, disc jockey et producteur de musique électronique français.
- 31 mai : 
  - Joey Scarpellino, acteur canadien.
  - Sim Eun-kyeong, actrice sud-coréenne.

## Juin
- 2 juin : Jemma McKenzie-Brown, actrice anglaise.
- 3 juin : Christopher O'Connell, joueur de tennis australien.
- 4 juin : Tiaguinho, footballeur brésilien († 28 novembre 2016).
- 6 juin : Hollie Arnold, athlète handisport britannique.
- 8 juin : Liv Morgan, catcheuse professionnelle américaine.
- 9 juin :
  - Lee Hyeri, chanteuse et actrice sud-coréenne membre du groupe Girl's Day.
  - Mathilde Ollivier, femme politique française.
- 11 juin : Katelyn Jarrell, judokate américaine.
- 14 juin : Taeil chanteur sud-coréen membre du groupe NCT
- 15 juin :
  - Wafa Bellar, taekwondoïste tunisienne.
  - Khamica Bingham, athlète canadienne.
  - Lee Kiefer, escrimeuse américaine.
  - Brandon McBride, athlète canadien.
  - Stephanie Talbot, basketteuse australienne.
  - Ameen Zakkar, handballeur qatari.
- 18 juin : 
  - Claire Lavogez, footballeuse française.
  - Filippo Mondelli, rameur italien († 29 avril 2021).
  - Takeoff, rappeur américain († 1er novembre 2022).
- 19 juin : Scarlxrd, rappeur anglais.
- 20 juin : Baptiste Serin, joueur de rugby à XV français.
- 22 juin :
  - Akash Bashir, chrétien pakistanais, « serviteur de Dieu » († 15 mars 2015).
  - Sébastien Haller, footballeur international franco-ivoirien.
- 26 juin : Václav Jurečka, footballeur tchèque.
- 28 juin :
  - Maëva Coucke, Miss France 2018.
  - Emily Blue, chanteuse américano-norvégienne.

## Juillet
- 2 juillet : Saweetie, rappeur américain.
- 4 juillet : Era Istrefi, chanteuse kosovare.
- 5 juillet : Shohei Ohtani, joueur de baseball japonais.
- 10 juillet : Pier-Gabriel Lajoie, modèle et comédien québécois.
- 11 juillet : Joel Nilsson, footballeur suédois.
- 12 juillet : 
  - Claire Bouanich actrice française.
  - Joséphine Japy actrice française.
- 15 juillet : Mason Dye, acteur américain.
- 16 juillet : Mark Indelicato, acteur américain.
- 17 juillet : 
  - Kali Uchis, chanteuse colombiano-américaine.
  - Benjamin Mendy, footballeur français.
- 19 juillet : Hermijntje Drenth, rameuse néerlandaise.
- 21 juillet :
  - Zainab Fasiki, illustratrice marocaine.
  - AmineMaTue, streameur français.
- 24 juillet :
  - Wu Dajing, patineur de vitesse sur piste courte chinois.
  - Michael Goolaerts, coureur cycliste belge († 8 avril 2018).
  - Awa Sene, athlète française.
- 25 juillet :
  - Bianka Buša, joueuse de volley-ball serbe.
  - Ndèye Coumba Diop, taekwondoïste sénégalaise.
  - 26 juillet: Romain Goisbeau dit Lebouseuh, youtubeur français
- 29 juillet : 
  - Samy Seghir, acteur français.
  - Danielle Sino Guemde, lutteuse camerounaise.
- 30 juillet : Tom van Kessel, acteur néerlandais.

## Août
- 1er août : Hamza, rappeur belge.
- 2 août : Emil Krafth, footballeur suédois.
- 3 août : 
  - Alexander Blomqvist, footballeur suédois.
  - Corentin Tolisso, footballeur français.
- 4 août :
  - Mohamed Elyounoussi, footballeur norvégien.
  - Bobby Shmurda, rappeur américain.
- 5 août : 
  - Ben Osborn, footballeur anglais.
  - Martín Rodríguez, footballeur chilien.
  - Gazo, Rappeur français.
- 6 août : Ambroise Gboho, footballeur français.
- 7 août : Popoola Saliu, footballeur nigérian.
- 8 août : Lauv, chanteur américain.
- 9 août : 
  - Alexander Djiku, footballeur français.
  - King Von, rappeur américain († 6 novembre 2020)
- 10 août : Bernardo Silva, footballeur portugais.
- 11 août : Aboubakary Kanté, footballeur franco-gambien.
- 12 août : Cristian Ramírez, footballeur vénézuélien.
- 13 août : Steven Moreira, footballeur français.
- 14 août : Maya Jama, présentatrice de télévision britannique.
- 15 août : 
  - Elia Bossi, joueur italien de volley-ball.
  - Moussa Doumbia, footballeur malien.
  - Jesús Gallardo, footballeur mexicain.
  - Lina Magull, footballeuse allemande.
- 16 août : Rebecca Parkes, joueuse hongroise de water-polo d'origine néo-zélandaise.
- 17 août : Tiémoué Bakayoko, footballeur franco-ivoirien.
- 18 août : 
  - Madelaine Petsch, actrice américaine.
  - Morgan Sanson, footballeur français.
- 19 août : Yseult, chanteuse française.
- 22 août : Israel Broussard, acteur américain.
- 23 août : 
  - August Ames, actrice pornographique canadienne († 5 décembre 2017).
  - Roberto Bellarosa, chanteur belge.
  - Frigiel, viéaste web, écrivain et entrepreneur français.
  - Shōya Nakajima, footballeur japonais.
- 24 août : Giada Rossi, pongiste italienne.
- 25 août :
  - Carolina Costa, judokate handisport italienne.
  - Charlotte Lorgeré, footballeur français.
- 26 août : 
  - Lee Ye-ji (ou Yezi), rappeuse, chanteuse, danseuse, ex-membre du groupe Fiestar.
  - Yannick de Waal, acteur néerlandais.
- 27 août : Breanna Stewart, basketteuse américaine.
- 28 août : 
  - Juan Dinenno, footballeur argentin.
  - Felix Jaehn, disc jockey et producteur allemand.
  - Tom Robertson, joueur de rugby australien.
  - Ons Jabeur, joueuse tunisienne professionnelle de tennis.
- 30 août : 
  - Kwon So-hyun, chanteuse, rappeuse et danseuse sud-coréenne ex-membre du groupe 4Minute.
  - Heo Young-ji, chanteuse sud-coréenne, ex-embre du groupe Kara.
  - Zoia Ovsii, athlète handisport ukrainienne.

## Septembre
- 1er septembre : Carlos Sainz Jr. (Carlos Sainz Vázquez de Castro), pilote de formule 1.
- 3 septembre : Leilia Adzhametova, athlète handisport ukrainienne.
- 8 septembre : Bruno Fernandes, footballeur portugais.
- 10 septembre : MHD, rappeur et acteur français.
- 12 septembre :
  - Elina Svitolina, joueuse de tennis ukrainienne.
  - Kim Nam-joon, dit RM, rappeur sud-coréen, leader du groupe BTS.
- 13 septembre : Manon Amacouty, réalisatrice française.
- 15 septembre : Lydol, chanteuse camerounaise.
- 20 septembre : Mathilde Ollivier, actrice française.
- 22 septembre : Park Jin-young, chanteur et acteur sud-coréen, membre du groupe GOT7.
- 23 septembre :
  - Jennifer Madu, athlète américano-nigériane.
  - Gift Motupa, footballeur nigérian.
  - Milène Wojciak, judokate et samboïste française.
- 25 septembre : Jansen Panettiere, acteur américain († 19 février 2023).
- 28 septembre : Benjamin Axus, judoka français.
- 29 septembre : Clara Espar, joueuse espagnole de water-polo.
- 30 septembre : Raphaël Coleman, acteur et militant écologiste britannique († 6 février 2020).

## Octobre
- 1er octobre : Mathilda Hodgkins Byrne, rameuse britannique.
- 8 octobre : Adam Ståhl, footballeur suédois.
- 9 octobre : 
  - Alexie Alaïs, athlète française.
  - Jodelle Ferland, actrice canadienne.
  - Asisat Oshoala, footballeuse international nigériane.
- 10 octobre : Bae Suji (ou Bae Suzy/Suzy), actrice, danseuse et chanteuse sud-coréenne, ex-membre du groupe Miss A.
- 11 octobre : Imani Boyette, basketteuse américaine.
- 14 octobre : Kristi Kirshe, joueuse américaine de rugby à sept.
- 19 octobre : Səmra Rəhimli, chanteuse azérie.
- 20 octobre : Andries Malan, joueur sud-africain de badminton.
- 22 octobre : 
  - Elena Sánchez, joueuse espagnole de water-polo.
  - David Shongo, musicien congolais.
- 24 octobre : Krystal Jung, actrice, chanteuse et danseuse américaine.
- 27 octobre : Kurt Zouma, footballeur français et centrafricain.

## Novembre
- 2 novembre : Lala &ce, rappeuse francophone.
- 7 novembre : Haruna Iikubo, modèle, chanteuse et ex-idole japonaise.
- 9 novembre : Dylan Thiry, candidat de télé-réalité et influenceur luxembourgeois.
- 10 novembre :
  - Takuma Asano, footballeur japonais.
  - Andre De Grasse, athlète canadien, spécialiste du sprint.
  - Zoey Deutch, actrice américaine.
  - Fantine Lesaffre, nageuse française.
  - Manon Mollé, golfeuse française.
- 11 novembre : 
  - Lio Rush, catcheur professionnel américain.
  - Na Hae-ryung, chanteuse et actrice sud-coréenne, membre du groupe Bestie.
  - Denis Bouanga, footballeur gabonais.
- 12 novembre : Guillaume Cizeron, patineur artistique français.
- 15 novembre : Emma Dumont, actrice américaine.
- 18 novembre : Kendra Claricia Brinkop, cavalière allemande.
- 19 novembre : India Ennenga, actrice américaine.
- 20 novembre : Solène Durand, footballeuse française.
- 25 novembre :
  - Rasmus Larsen, joueur de basket-ball danois († 13 mai 2015).
  - Anastasia Kvitko, mannequin russe.
- 29 novembre : Clara Della Vedova, gymnaste française.
- 30 novembre : 
  - Nyjah Huston, skateur américain.
  - William Melling, acteur britannique.

## Décembre
- ? décembre : Zoe Hagen, chanteuse et femme de lettres allemande.
- 1er décembre : Solène Gicquel, athlète française, spécialiste du saut en hauteur.
- 3 décembre : 
  - Jake T. Austin, acteur américain.
  - Vaimalama Chaves, Miss France 2019.
  - Lil Baby, rappeur américain.
- 4 décembre : Islam Nasser, coureur cycliste égyptien († 20 mars 2017).
- 6 décembre : Giánnis Antetokoúnmpo, joueur de basket-ball grec et nigérian.
- 7 décembre : Yuzuru Hanyu, patineur artistique japonais.
- 8 décembre : Aika Ōta, chanteuse japonaise.
- 9 décembre :
  - Giórgos Giakoumákis, footballeur grec.
  - Camille Cerf, Miss France 2015.
  - Jonathan Destin, écrivain français († 20 août 2022).
- 10 décembre : Holly Robinson, athlète handisport néo-zélandaise.
- 12 décembre : Otto Warmbier, étudiant américain († 19 juin 2017).
- 14 décembre : Jason Lowndes, coureur cycliste australien († 22 décembre 2017).
- 17 décembre : Nat Wolff, acteur américain.
- 19 décembre : Estelle Balet, snowboardeuse suisse († 19 avril 2016).
- 20 décembre : Emmanuel Niyoyabikoze, sage-femme, Militant environnemental burundias
- 28 décembre : Yuval Dayan, auteure-compositrice-interprète israélienne.
- 29 décembre : 
  - Chinazum Nwosu, taekwondoïste nigériane.
  - Kako, princesse impériale du Japon.

## Date précise non connue
- Shrouk El-Attar, ingénieure égypto-britannique et militante pour les droits LGBT.